# Selago oresigena
Selago oresigena är en flenörtsväxtart som beskrevs av Robert Harold Compton. Selago oresigena ingår i släktet Selago och familjen flenörtsväxter. Inga underarter finns listade i Catalogue of Life.